# Brungerst

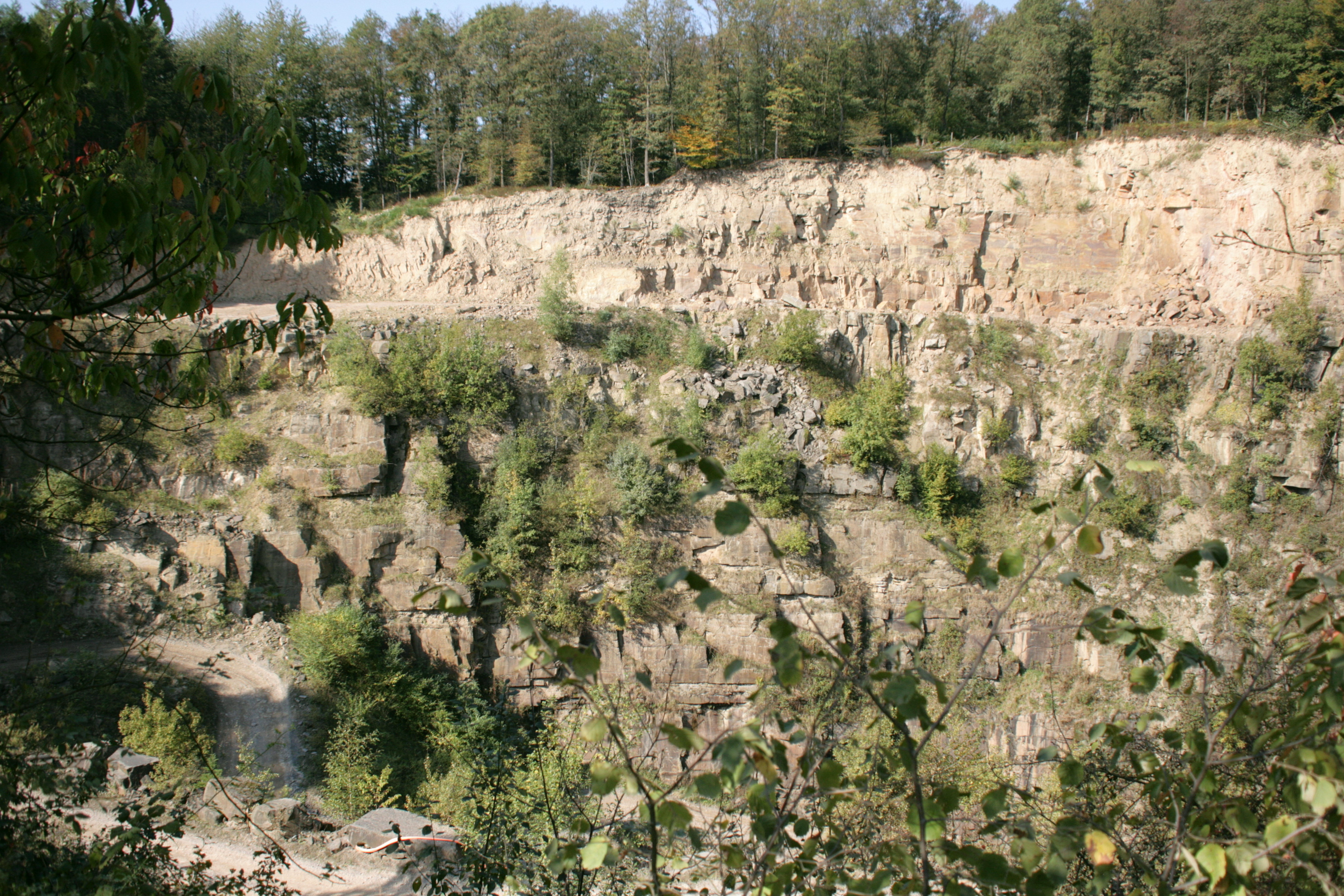
Steinbruch auf dem Brungerst

Der Brungerst ist mit 353 m ü. NHN die höchste Erhebung im Gemeindegebiet Lindlar. Er liegt nördlich vom Ortszentrum oberhalb des ehemaligen Bahnhofs Lindlar. In seinem südlichen Teil sind noch drei Steinbrüche in der Umgebung des Ortsteils Eremitage in Betrieb. Auf der höchsten Stelle der Anhöhe steht ein 61 Meter hoher Fernsehturm.

## Die Steinbrüche
Die Gesteinsschichten des Brungersts liegen fast horizontal und eignen sich damit bestens für den übertägigen Abbau des Lindlarer Sandsteins, der fachlich den Namen Grauwacke hat. Erstmals wurde der Steinbruch 1633 urkundlich erwähnt, als dort für den Wiederaufbau der Lindlarer Kirche Steine gebrochen wurden. Das reiche Grauwacke-Vorkommen wurde schon seit über tausend Jahren abgebaut. Die Grauwacke war ein begehrtes Baumaterial, das in der weiten Umgebung verkauft wurde.
Archäologische Funde aus den Jahren 2008/2009 sind umfassend ausgewertet worden und belegen, dass der nachweislich älteste Wald der Welt in Lindlar stand. Archäologen entdeckten 2008 Überreste von Blättern und Ästen. Im Mitteldevon, vor etwa 390 Millionen Jahren, also noch vor den Dinosauriern, wuchsen die etwa zwei bis drei Meter hohe Bäume – Calamophyton – auf einer Sandinsel im Flachmeer. Man vermutet, dass die Bäume durch einen Urzeit-Tsunami ins Meer gespült worden sind, mit Schlamm bedeckt wurden und somit heute noch versteinert erhalten sind. Diesen Schlammablagerungen verdankt auch die Lindlarer Grauwacke ihre Entstehung, einem 350 Millionen Jahre alten Sedimentgestein. Die Funde stammen aus den Steinbrüchen des Brungerst unweit der Eremitage.